# Suore di San Giuseppe della pace
Le Suore di San Giuseppe della Pace, dette di Newark (in inglese Sisters of St. Joseph of Peace), sono un istituto religioso femminile di diritto pontificio: le suore di questa congregazione pospongono al loro nome la sigla C.S.J.P.

## Storia
La congregazione fu fondata da Margaret Anna Cusack: convertitasi al cattolicesimo dal protestantesimo, trascorse circa vent'anni tra le clarisse e nel 1884 lasciò il monastero insieme con quattro novizie per dare inizio, a Nottingham, a una comunità di suore dedite all'apostolato attivo.
L'istituto ebbe una rapida diffusione (già nel 1885 furono aperte filiali negli Stati Uniti) ma presto sorsero dissidi tra la Cusack e il vescovo di Nottingham, Edward Bagshawe, circa il governo della congregazione e la fondatrice, nel 1888, abbandonò la vita religiosa.
Negli Stati Uniti le Suore di San Giuseppe ebbero uno sviluppo notevole, tanto che nel 1909 la casa generalizia fu trasferita da Nottingham a Jersey City; la prima missione fu aperta nel 1949 nelle Filippine.
La congregazione ottenne il pontificio decreto di lode il 10 settembre 1895 e l'approvazione definitiva della Santa Sede il 10 giugno 1929; le sue costituzioni furono approvate definitivamente il 6 giugno 1936.

## Attività e diffusione
Le suore si dedicano all'istruzione e all'educazione cristiana della gioventù e all'assistenza agli ammalati.
Sono presenti negli Stati Uniti d'America, nel Regno Unito, a El Salvador e ad Haiti; la sede generalizia, dal 1970, è a Washington.
Alla fine del 2008 la congregazione contava 241 religiose in 37 case.